# Українські соціально-побутові пісні
Соціально-побутові пісні — це великий масив епічних народно-пісенних творів про економічні та політичні умови життя різних соціальних груп населення, про їхню історичну роль у становленні та розвитку українського суспільства, у формуванні національних норм етики й моралі.
Соціально-побутові пісні різнопланові і за тематикою, і за сюжетами, і за мотивами, і за колоритністю образів. Для них характерне поєднання реалістичної конкретності з метафорично-символічною образністю, вони багаті на традиційні для народного епосу метафори, постійні епітети, порівняння.
Це пісні про гірку долю простого люду в умовах тоталітарних режимів, соціальну нерівність, громадські, родинні, побутові конфлікти, природне віковічне прагнення народу до волі, пошуки шляхів до кращого життя тощо.
У соціально-побутових піснях українського народу узагальнено відбився світ людських доль в усьому його різноманітті. Як писав Микола Гоголь, для України народні пісні — це все: «і поезія, і історія, і батьківські могили».

## Різновиди
За тематичними і жанровими ознаками соціально-побутову фольклористику розділяють на такі цикли пісень: козацькі, гайдамацькі, рекрутські, солдатські (жовнірські), бурлацькі, заробітчанські (строкарські), чумацькі, кріпацькі, наймитські,, родинні, емігрантські, сирітські та ін. Кожен з цих циклів має свої особливості, але всі вони об'єднані соціальними мотивами і найкраще характеризують певну історичну епоху.

## Історія виникнення
Виникнення і розвиток козацьких пісень пов'язані з історією козацтва (XV-XVIII століття). їхня тематика різноманітна: підготовка і від'їзд козака до походу, прощання з рідними, сутичка з ворогами, смерть на полі бою, нелегка доля в неволі, туга за батьківщиною та родиною («Ой у лузі, та ще й при березі»). В образах головних героїв пісень втілені волелюбність українського народу, непримиренність до соціального й національного гніту. Саме цими мотивами вони споріднені з історичними піснями й думами.
І стилістично, і тематично до них близькі гайдамацькі пісні, в яких оспівано боротьбу народних мас проти феодально-кріпосницького та національно-релігійного гніту польської шляхти у XVIII столітті. На території Буковини і Закарпаття були популярними гайдуцькі пісні, що зафіксували боротьбу слов'янських народів проти турецьких загарбників у XV—XIX століттях.
Хоч деякі походи і перемоги в згаданих циклах пісень були романтизовані, все-таки в них переважали мінорні мотиви, бо людям важко було змиритися з тим, що дужі, молоді хлопці змушені були відриватися від звичної, улюбленої хліборобської праці, багатьом з них довелося накласти головами на чужині, залишивши на рідній землі вдів і сиріт. Коли відстоювалися інтереси свого народу, то захист рідного краю сприймався як почесний обов'язок, коли ж після введення рекрутської повинності з села почали насильно забирати у військо міцних працездатних хліборобів, щоб їхніми руками здійснювати чиїсь авантюрні експансіоністські плани, а їхня відсутність лягала важким тягарем на жіночі плечі, то відповідно змінювалися і настрої народу, в пісенній творчості з'являлися нові мотиви. Виникали рекрутські та солдатські пісні. В різних сюжетних варіантах висловлювалося співчуття юнакам, які «лише сіяли та орали, ціпом молотили», а тепер їх змушують через муштру призвичаюватися до зброї («Вилітали орли з-за крутої гори»).
Особливо трагічні долі вихідців із села зображені в бурлацьких піснях. Бурлаки — це бездомні, самотні люди, які в XVI—XIX століттях наймалися вантажниками, чорноробами у риболовецьких артілях на Дніпрі, Дунаї, Дністрі, Чорному морі. Вони — народ працьовитий, дружний, але знедолений: без дружини, родини поневіряються на чужині, змушені вмирати в самоті («Та забіліли сніги», «Горе мені на чужині»).
За тужливими образами, поетичними тропами близькі до бурлацьких пісні заробітчанські, строкарські, наймитські. Найдавніші із них виникли в середовищі зубожілих козаків, зайнятих на відхожих промислах (цукроварнях, мануфактурах, шахтах). Інтенсивний розвиток капіталізму прискорив процес пролетаризації селянства, посилив його експлуатацію. Тяжка праця заробітчан, їхня безправність, зловживання роботодавців — основні теми народних пісень. Історичне значення заробітчанської поезії ще й в тому, що своїми сюжетами вона започаткувала в Україні робітничу пісню («Ой наступала та чорна хмара»).
Не легше жилося й строкарям, молодим людям, убогі батьки яких за завдаток віддавали їх заможним на домовлений строк (звідси й назва «строкарі»). Відробляти завдаток доводилося виснажливою працею, зносячи постійні знущання господаря («Ой матінко-зірко», «Ой піду я лугом»).
У кріпацьких піснях найяскравішими сатиричними образами засуджена панщина, дармова примусова праця закріпаченого селянина у господарстві поміщика. У різноманітних сюжетних варіантах пісень селяни не лише з сумом, відчаєм, а й з невгасимим гнівом, обуренням засуджують негідну поведінку поміщиків та їхніх економів, які розкошують, гуляють, бешкетують, визискуючи селян («А в неділю пораненько»).
Складні економічні й соціальні умови згубно впливали на родинне життя. В пісенних сюжетах знаходимо постійні конфлікти між подружжям, сварки, бійки, розлучення, бідування сиріт («Ой зацвіла рожа край вікна», «Та немає гірш нікому»).
Порівняно з іншими родинний цикл все ж не такий похмурий. Тут трапляються майстерно виписані ліричні сцени, привабливі образи дівчат і парубків, дотепний гумор. Навіть тяжка праця опоетизована. І хоч вона інколи позбавляє права на особисте життя («Посадила огірочки»), проте працьовиті люди завжди в пошані. Їх люблять, і вони відповідають взаємністю. І найтяжча праця не може згасити палких почуттів («Ой у полі нивка»).